# Michał Franciszek Rulikowski
Michał Franciszek Rulikowski herbu Nałęcz – podczaszy bełski w latach 1712–1724, stolnik buski w latach 1698–1712, stolnik liwski, marszałek sejmiku deputackiego województwa bełskiego w 1702 roku.
Poseł na sejm elekcyjny 1697 roku z województwa bełskiego. Poseł na Sejm 1701/1702 roku z województwa bełskiego. 